# Leotíquides (rei)
Leotíquides o Leutíquides (en llatí Leotychĭdes o Leutychĭdes, en grec antic Λεωτυχίδης, o Λευτυχίδης) (545 aC - 469 aC) fou un rei espartà de la casa dels euripòntides, que va regnar del 491 aC al 469 aC aproximadament.
Va pujar al tron en ser deposat Demàrat, amb el suport de Cleòmenes I i de l'oracle de Delfos. Va acompanyar a Cleòmenes a Egina i el va ajudar a agafar els ostatges que abans, per la intervenció de Demàrat no havia pogut agafar, segons diu Heròdot.
Poc després, potser l'any 490 aC, va morir Cleòmenes i llavors els eginetes es van queixar a Esparta de l'entrega dels ostatges a Atenes i el govern espartà va decidir enviar a Leotíquides a l'illa per donar satisfaccions, però a proposta d'un espartà anomenat Teàsides es va decidir que abans d'anar a Egina, Leotíquides passaria per Atenes per recollir els ostatges. Els atenencs, que sabien que els ostatges eren del partit oligàrquic d'Egina, es van negar a entregar-los al·legant que els havien fet arribar allà dos reis i que ara només en venia un per recollir-los. Leotíquides va haver de retornar a Esparta sense complir l'encàrrec.
El 479 aC, quan Xerxes I de Pèrsia va fugir després de la batalla de Mícale, Leotíquides va agafar el comandament de la flota grega a Egina (cosa no habitual en un rei espartà) i va avançar cap a Delos i després de rebre missatgers de Quios i Samos, es va dirigir a aquesta illa per ajudar els jònics en la seva planejada revolta contra els perses. Quan va arribar, l'exèrcit persa va fugir cap a Mícale, i es va estacionar allí amb els vaixells a la costa. Els grecs també van anar a la zona i van desembarcar i va seguir la batalla de Mícale en la que els perses van ser derrotats, com diuen Heròdot i Diodor de Sicília.
Després d'això amb un exèrcit va marxar sobre Tessàlia per castigar a les ciutats que havien ajudat als perses i va derrotar els aliats perses sotmetent tota Tessàlia, però no es va poder resistir als suborns dels alèvades, i per això el van portar a judici al seu retorn, i fou deposat i enviat a l'exili a Tegea (469 aC) on va morir.
Els espartans van arrasar la seva casa fins als fonaments. Com que el seu fill Zeuxidam havia mort abans de la seva deposició, el va succeir el seu net Arquidam II. Amb una segona esposa havia tingut una filla de nom Làmpito, que es va casar amb Arquidam.